# Giovanni Battista Cipriani

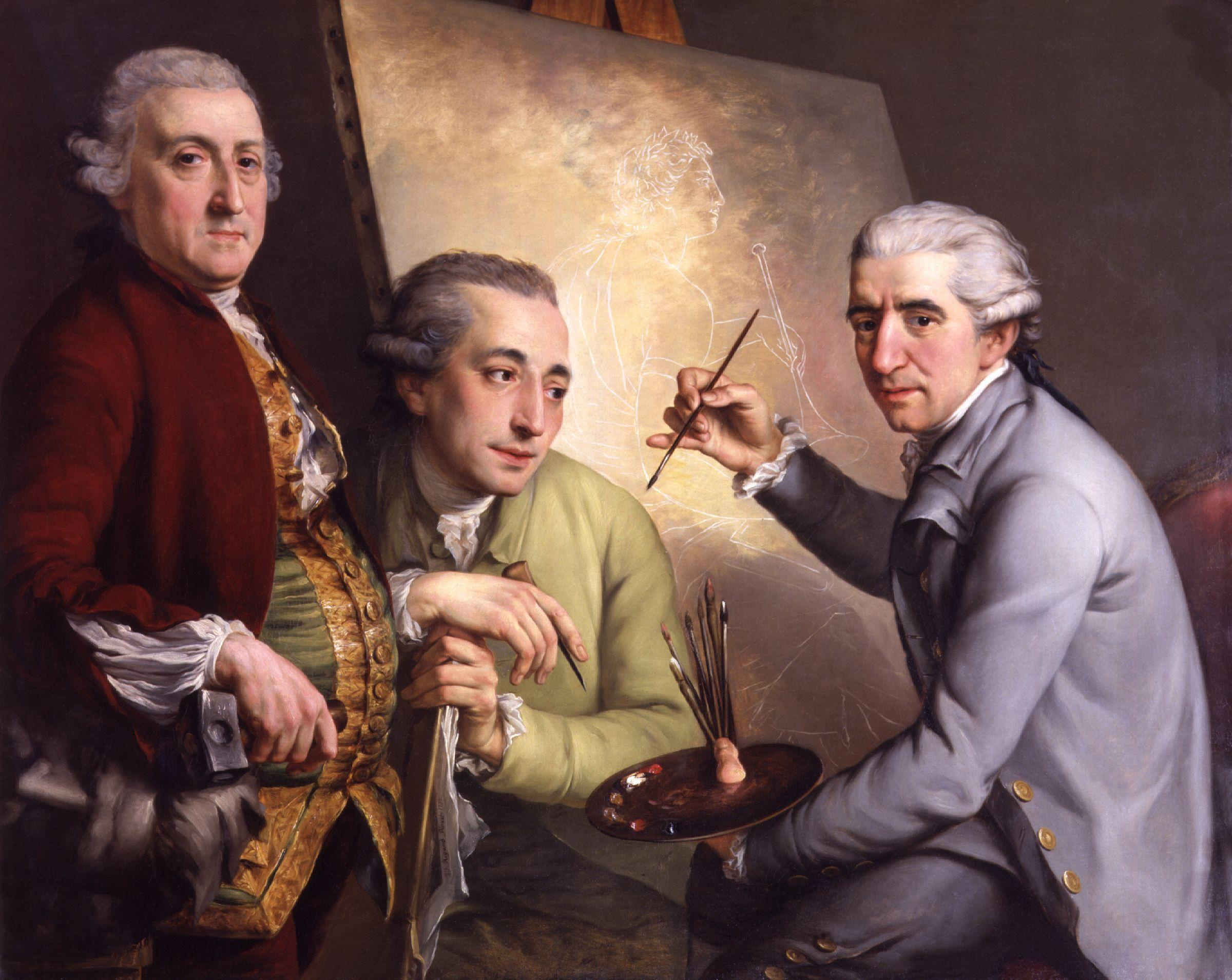
G.B. Cipriani (r) mit Agostino Carlini und Francesco Bartolozzi, 1777

Giovanni Battista Cipriani, auch genannt John Baptist Cipriani (* 1727 in Florenz; † 14. Dezember 1785 in London), war ein italienischer Maler des Klassizismus, Radierer und Kupferstecher, der die meiste Zeit seines Lebens in England tätig war. Cipriani malte neben Porträts vor allem Historienbilder und war bei der Ausgestaltung mehrerer englischer Landsitze als Maler beteiligt.

## Leben
Ciprianis Eltern stammten aus Pistoia, er selbst wurde in Florenz geboren. Er war Schüler und Assistent von Ignazio Enrico Hugford (1703–1778), einem anglo-italienischen Maler, der vor allem im Umkreis von Florenz tätig war und sich auch als Kunsttheoretiker und -kritiker einen Namen gemacht hat, sowie Schüler von Anton Domenico Gabbiani.
Während seines Aufenthalts in Rom von 1753 bis 1755 kam Cipriani in Kontakt mit einer neuen Richtung der Malerei, dem Klassizismus, was sich als von entscheidender Bedeutung für seine weitere künstlerische Entwicklung herausstellte. In den frühen 1750er Jahren lernte er in Rom die beiden Engländer Joseph Wilton (1722–1803), Bildhauer, und William Chambers, Architekt, kennen. Für kurze Zeit kehrte er in die Toskana zurück, wo er 1754 ein Altarbild und Gemälde für einen Orgelprospekt der Kirche S. Maria Maddalena dei Pazzi in Florenz malte.

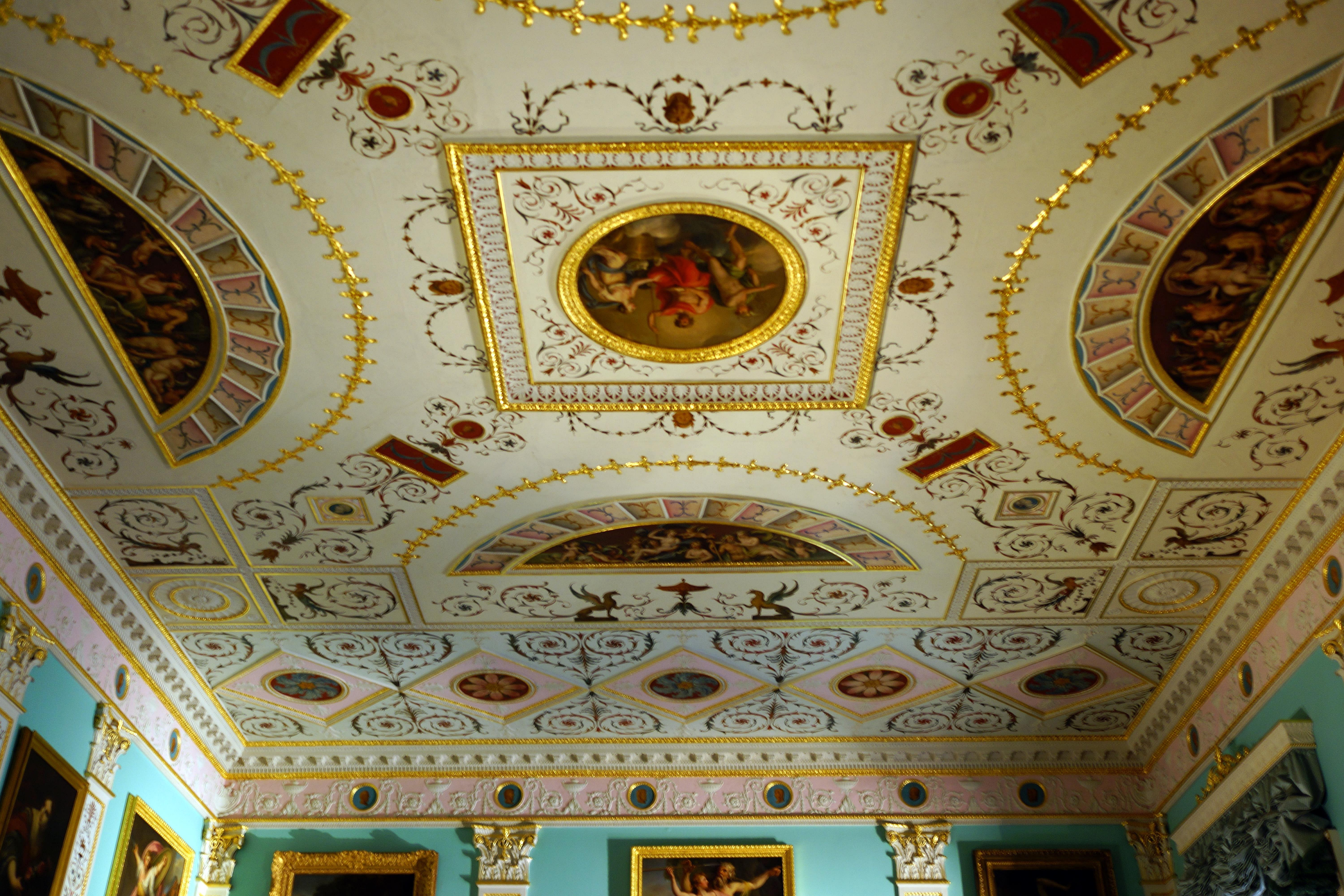
Lansdowne House in London, Deckentondo von Giovanni Battista Cipriani

Auf Betreiben von Wilton und Chambers reiste er 1755 nach London, wo er sich dauerhaft niederließ. In London startete er innerhalb kurzer Zeit eine erfolgreiche Karriere als Maler, der Aufträge für die Ausstattung von Stadt- und Landhäusern des Adels erhielt.
Zu seinen Mäzenen und Auftraggebern zählen außer König George III. auch George Walpole, 3. Earl of Oxford, sowie James Caulfield, 1. Earl of Charlemont (1728–1799), Richard Tylney, 1. Earl Tylney, der Herzog von Richmond, mit dem er 1758 eine Kunstakademie einrichtete, und Lord Anson, der Weltumsegler, dessen Salon er mit einem Deckengemälde mit Meeresgöttern ausstattete. 1764 folgte ihm sein römischer Studienkollege Francesco Bartolozzi nach London. Zwischen beiden kam es in der Folge zu einer fruchtbaren Zusammenarbeit, indem Bartolozzi und Mitarbeiter die Zeichnungen und Gemälde Ciprianis erfolgreich als Kupferstiche reproduzierten.
1761 heiratete Cipriani eine wohlhabende Engländerin, mit der er drei Kinder hatte. Sein Sohn Henry Cipriani († 1820 in London) war ebenfalls Maler.
1768 wurde er Gründungsmitglied der Royal Academy of Arts, an der er Zeichnen unterrichtete. Zu seinen Schülern zählen John Alexander Gresse (1741–1794), Charles Grignion der Jüngere (1754–1804) und Mauritius Lowe (1746–1793). Von 1769 bis 1779 beteiligte er sich an den Ausstellungen der Akademie.
Cipriani starb am 14. Dezember 1785 in Hammersmith und wurde auf einem Friedhof in Chelsea begraben, wo ein Grabmonument nach einem Entwurf von Francesco Bartolozzi für ihn errichtet wurde.

## Werk
Die Auftraggeber von Ciprianis Historienbilder kamen in der Regel aus dem Umkreis des Hofs oder waren Mitglieder des Adels. So war er in den 1760ern zusammen mit Joseph Wilton, der die Skulpturen schnitzte, an der Ausstattung der Gold State Coach beteiligt, für die er die allegorischen Bilder malte. Den Erfinder des Bildprogramms der Staatskarosse, Thomas Hollis (1720–74), hat er porträtiert.
Er schuf Buchillustrationen, darunter für eine Ausgabe des Orlando furioso von Ariost, die 1773 in Birmingham erschien.
Er restaurierte Antonio Verrios Gemälde in Windsor Castle und 1776/77 das Deckengemälde von Rubens im Banqueting House des Whitehall-Palastes, das durch Einwirkung von Feuer und Regenwasser schweren Schaden genommen hatte.

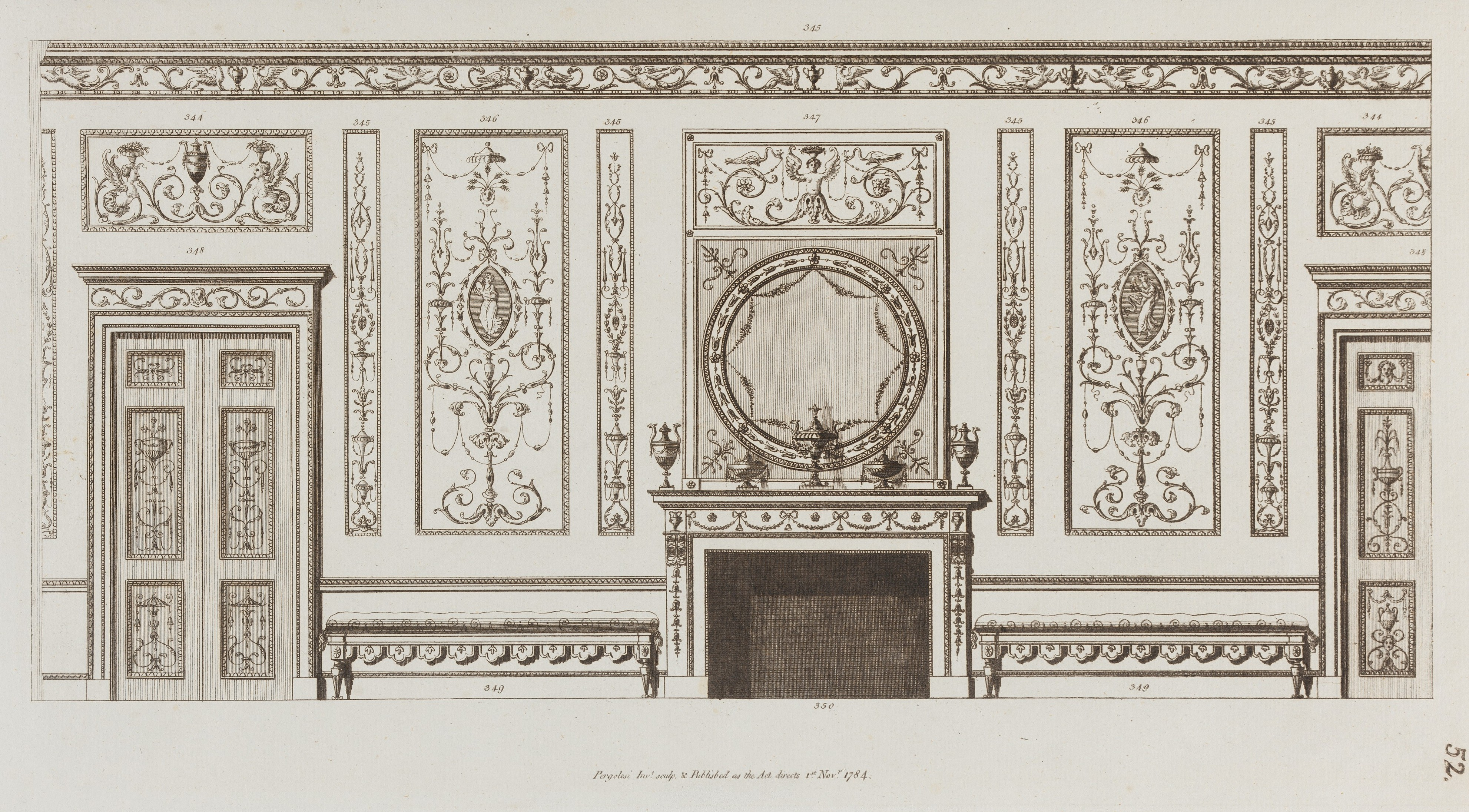
G. B. Cipriani: Entwurf für eine Wand mit Tür, Kamin, und Panelen, Stich von F. Bartolozzi, 1784

Cipriani war ein vielseitiger Designer. Er entwarf zusammen mit Edward Penny (1714–1791) die Medaille, die jährlich an die besten Schüler der Akademie vergeben wurde. Er entwarf Einladungen für Bälle und Konzerte, Theatertickets für Inszenierungen des Royal Opera House in Covent Garden und beteiligte sich zusammen mit Angelica Kauffmann und Nathaniel Dance an der Ausstattung von Opern. Mit ihnen schuf er Bühnenbilder und war auch an der malerischen Ausgestaltung des Hauses beteiligt.
Außerdem war er bei der dekorativen Ausstattung von Möbeln beteiligt. Er entwarf Nymphen und Amoretten sowie Medaillons zur Ergänzung der Ornamentbänder in Pergolesis Wandmalereien. Diese wiederum dienten als Vorlagen für Mobiliar mit eleganten Satinbezügen, die in England bis Ende des 18. Jahrhunderts in Mode waren. Gelegentlich entwarf er auch Beschläge und Handgriffe für Türen und Schubladen von Möbeln.

## Rezeption

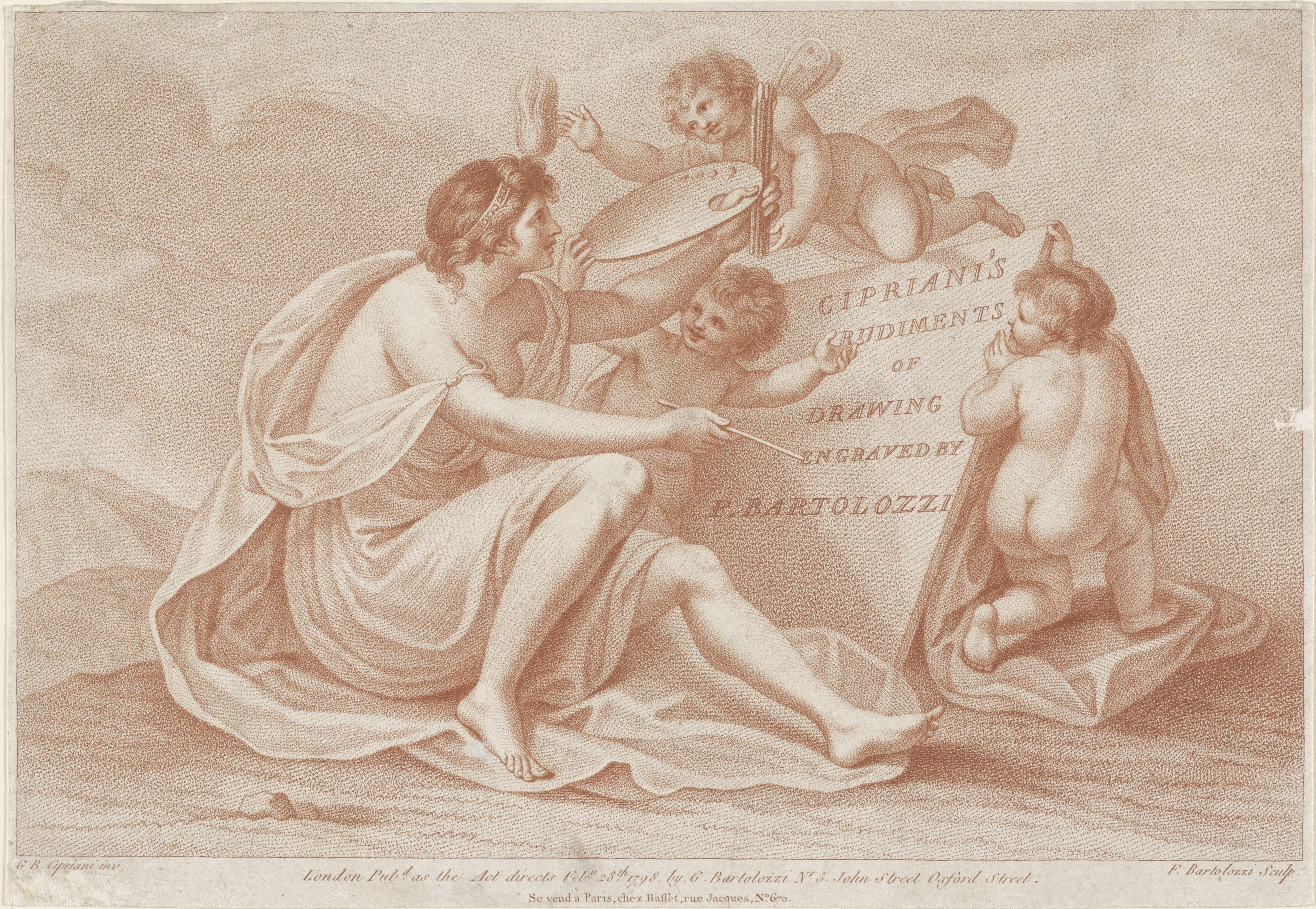
Ciprianis rudiments of drawing, 1786, Titelblatt

1786, ein Jahr nach Ciprianis Tod, gab Francesco Bartolozzi ein Album mit 29 Tafeln im Format 202 × 298 mm heraus, die er nach Zeichnungen Ciprianis in der Technik des Stipple engraving gestochen hatte. Das Buch mit dem Titel Ciprianis Rudiments  of Drawing, Engraved By F. Bartolozzi wurde in London durch Bartolozzis Sohn Gaetano Stefano Bartolozzi (1757–1821) über ArtsDirect vertrieben und diente in der Folge als Lehrbuch für Generationen von Kunststudenten.
Zeichnungen, Pastelle und Gemälde Ciprianis wurden seit seinen Lebzeiten in großer Zahl durch Kupferstiche reproduziert. An erster Stelle war es Francesco Bartolozzi mit den Mitarbeitern seine Werkstatt, der an der Verbreitung beteiligt war, weitere Kupferstecher waren u. a. Thomas Cheesman (1760–1834), George Thomas Doo (1800–1886), Richard Earlom (1743–1822), Thomas Kirk (1765–1797), Victor Marie Picot (1744–1802), William Sharp (1749–1824), Ebenezer Stalker (1781–1847), E. W. Thompson (1770–1847) und William Wynne Ryland (1731–1783).

## Sammlungen
Werke von Cipriani befinden sich in mehreren britischen Sammlungen, wie der National Gallery of Art, der Tate, dem British Museum und dem Victoria und Albert Museum, sowie in einer Reihe von europäischen und nordamerikanischen Sammlungen.

## Kunstmarkt
Gemälde von Cipriani und ihm zugeschriebene Werke erscheinen gelegentlich auf dem Kunstmarkt, sie erreichen Preise im Bereich von 500 bis 4000 Euro. Handzeichnungen können auf Preise bis zu 1250 US-Dollar kommen.
Radierungen und Stiche sowie zeitgenössische Reproduktionen seiner Werke liegen im Bereich von 300 bis 2000 US-Dollar.